# Джим Егню
Джим Егню (англ. Jim Agnew, нар. 21 березня 1966, Делорейн, Манітоба) — колишній канадський хокеїст, що грав на позиції захисника.

## Ігрова кар'єра
Хокейну кар'єру розпочав 1982 року в ЗХЛ.
1984 року був обраний на драфті НХЛ під 157-м загальним номером командою «Ванкувер Канакс». 
Протягом професійної клубної ігрової кар'єри, що тривала 8 років, захищав кольори команд «Гартфорд Вейлерс» та  «Ванкувер Канакс».
Загалом провів 85 матчів у НХЛ, включаючи 4 гри плей-оф Кубка Стенлі.

## Інше
Після завершення кар'єри гравця, переїхав до Міссули (США) та змінив громадянство на американське, працює в правоохоронних органах.

## Статистика
| Сезон        | Клуб                   | Ліга         | Регулярний сезон | Регулярний сезон | Регулярний сезон | Регулярний сезон | Регулярний сезон | Плей-оф | Плей-оф | Плей-оф | Плей-оф | Плей-оф |
| Сезон        | Клуб                   | Ліга         | І                | Г                | П                | О                | ШХ               | І       | Г       | П       | О       | ШХ      |
| ------------ | ---------------------- | ------------ | ---------------- | ---------------- | ---------------- | ---------------- | ---------------- | ------- | ------- | ------- | ------- | ------- |
| 1982–83      | «Брендон Вет Кінгс»    | ЗХЛ          | 14               | 1                | 1                | 2                | 9                | —       | —       | —       | —       | —       |
| 1983–84      | «Брендон Вет Кінгс»    | ЗХЛ          | 71               | 6                | 17               | 23               | 107              | 12      | 0       | 1       | 1       | 39      |
| 1984–85      | «Брендон Вет Кінгс»    | ЗХЛ          | 19               | 3                | 15               | 18               | 82               | —       | —       | —       | —       | —       |
| 1984–85      | «Портленд Вінтер Гокс» | ЗХЛ          | 44               | 5                | 24               | 29               | 223              | 6       | 0       | 2       | 2       | 44      |
| 1985–86      | «Портленд Вінтер Гокс» | ЗХЛ          | 70               | 6                | 30               | 36               | 386              | 9       | 0       | 1       | 1       | 48      |
| 1986–87      | «Фредеріктон Експрес»  | АХЛ          | 67               | 0                | 5                | 5                | 261              | —       | —       | —       | —       | —       |
| 1986–87      | «Ванкувер Канакс»      | НХЛ          | 4                | 0                | 0                | 0                | 0                | —       | —       | —       | —       | —       |
| 1987–88      | «Фредеріктон Експрес»  | АХЛ          | 63               | 2                | 8                | 10               | 188              | 14      | 0       | 2       | 2       | 43      |
| 1987–88      | «Ванкувер Канакс»      | НХЛ          | 10               | 0                | 1                | 1                | 16               | —       | —       | —       | —       | —       |
| 1988–89      | «Мілвокі Едміралс»     | ІХЛ          | 47               | 2                | 10               | 12               | 181              | 11      | 0       | 2       | 2       | 34      |
| 1989–90      | «Мілвокі Едміралс»     | ІХЛ          | 51               | 4                | 10               | 14               | 238              | —       | —       | —       | —       | —       |
| 1989–90      | «Ванкувер Канакс»      | НХЛ          | 7                | 0                | 0                | 0                | 36               | —       | —       | —       | —       | —       |
| 1990–91      | «Мілвокі Едміралс»     | ІХЛ          | 3                | 0                | 0                | 0                | 33               | —       | —       | —       | —       | —       |
| 1990–91      | «Ванкувер Канакс»      | НХЛ          | 20               | 0                | 0                | 0                | 81               | —       | —       | —       | —       | —       |
| 1991–92      | «Ванкувер Канакс»      | НХЛ          | 24               | 0                | 0                | 0                | 56               | 4       | 0       | 0       | 0       | 6       |
| 1992–93      | «Спрінгфілд Індіанс»   | АХЛ          | 1                | 0                | 1                | 1                | 2                | —       | —       | —       | —       | —       |
| 1992–93      | «Гартфорд Вейлерс»     | НХЛ          | 16               | 0                | 0                | 0                | 68               | —       | —       | —       | —       | —       |
| Усього в НХЛ | Усього в НХЛ           | Усього в НХЛ | 81               | 0                | 1                | 1                | 257              | 4       | 0       | 0       | 0       | 6       |